# Arab Observer
Arab Observer var en engelskspråkig veckotidskrift som utgavs i Kairo, Egypten åren 1960-1966.  Då var det den enda engelskspråkiga tidningen från Mellanöstern. Fastän den inte var statlig, följde den dåtida politiska normer. En berömd person på tidningen var Maya Angelou, som var medarbetare där åren 1962-1963.